# Wad Madani
Wad Madani (em árabe: ودمدني) é a capital do estado de Gezira, esta localizada na região centro oeste do Sudão. Esta ligada a Cartum por estrada de ferro, a cidade é o centro de uma região algodoeira. Duas rotas rodoviárias transafricanas passam por Wad Madani:
- Rodovia Cairo–Cidade do Cabo
- Rodovia Jamena–Jibuti